# Arthur Kornberg
Arthur Kornberg (n. 3 martie 1918, New York, Statele Unite ale Americii – d. 26 octombrie 2007, Stanford, SUA) a fost un biochimist evreu american care a câștigat Premiul Nobel în Fiziologie sau Medicină în anul 1959 pentru "descoperirea mecanismelor care duc la sinteza acidului deoxiribonucleic (ADN)" împreuna cu Dr. Severo Ochoa de la Universitatea New York. El a mai câstigat și premiul Paul-Lewis în Chimia Enzimelor decernat de American Chemical Society în 1951, dar și Medalia Națională în Științe în 1979.
Principalul său domeniu de interes a fost biochimia, în special chimia enzimelor și sinteza acidului deoxiribonucleis (replicarea ADN) .